# Орхоменос (дим)
Орхомено́с (греч. Δήμος Ορχομενού) — община (дим) в Греции. Входит в периферийную единицу Беотию в периферии Центральной Греции. Население 11 621 житель по переписи 2011 года. Площадь 415,914 квадратного километра. Плотность 27,94 человека на квадратный километр. Административный центр — Орхоменос. Димархом на местных выборах 2014 года избран Лукас Иперифанос (Λουκάς Υπερήφανος).
7 июня 2010 года (ΦΕΚ 87Α) по программе «Калликратис» к общине Орхоменос присоединена упразднённая община Акрефния.

## Административное деление

Административное деление общины:
1 — Орхоменос
2 — Акрефния

Община Орхоменос делится на 2 общинные единицы.